# Hephialtes mourei
Hephialtes mourei là một loài bọ cánh cứng trong họ Cerambycidae.